# 94228 Leesuikwan
94288  è un asteroide della fascia principale. Scoperto nel 2001, presenta un'orbita caratterizzata da un semiasse maggiore pari a 2,7898662 UA e da un'eccentricità di 0,3079276, inclinata di 15,19624° rispetto all'eclittica.
L'asteroide è dedicato all'astrofilo cinese Lee Sui Kwan.